# Warm Leatherette
Warm Leatherette (español: Cuero Caliente) es el cuarto álbum de estudio de Grace Jones, editado en 1980. Fue el primero de tres álbumes producidos por Chris Blackwell, en Compass Point Studios en las Bahamas. El álbum incluye versiones de canciones de The Normal, The Pretenders, Roxy Music, Smokey Robinson, Tom Petty y Jacques Higelin.
Tras el éxito comercial de "Nightclubbing", Island Records lanzó el álbum Warm Leatherette con nuevos diseños, en sustitución de la foto en blanco y negro de Jean-Paul Goude con imágenes de Jones tomadas en su gira 1981-1982 A One Man Show.
La mayoría de las ediciones en discos compactos son más largas que la original en LP.

## Lista de canciones

### Lado A
1. "Warm Leatherette" (Daniel Miller) - 4:25 (Casete/CD - 5:38)
2. "Private Life" (Chrissie Hynde) - 5:10 (Casete/CD - 6:19)
3. "A Rolling Stone" (Deniece Williams, Fritz Baskett, Grace Jones) - 3:30
4. "Love is the Drug" (Bryan Ferry, Andy Mackay) - 7:15 (Casete/CD - 8:41)

### Lado B
1. "The Hunter Gets Captured by the Game" (Smokey Robinson) - 3:50 (Casete/CD - 6:45)
2. "Bullshit" (Barry Reynolds) - 5:20
3. "Breakdown" (Tom Petty) - 5:30
4. "Pars" (Jacques Higelin) - 4:05 (Casete/CD - 4:44)

## Historial de versiones

### LP
- 1980 Island Records (202 163, Alemania)
- 1980 Island Records (6313 042, Francia)
- 1980 Island Records (ILPS 9592, Inglaterra)
- 1980 Island Records (ILPS 19592, Italia)
- 1980 Island Records (ILPS-9592, Escandinavia)
- 1980 Ariola Eurodisc S. A. (I-200.163, España)
- 1980 Festival Records (L 37329, Australia)
- 1985 Island Records (ILPM 9592, Inglaterra)

### Casete
- 1980 Island Records (ZCI 9592, Inglaterra)

### CD
- 1989 Island Masters (IMCD 15, Inglaterra)
- 1989 Island Records (842 611-2, Inglaterra)
- 1990 Island Records (422-842 611-2, Estados Unidos)
- 1992 Island Records (ITSCD 4, Inglaterra: un doble CD, el segundo disco Nightclubbing)

## Personal
- Grace Jones - canto
- Wally Badarou - teclados
- Chris Blackwell - productor, ingeniero, mezclador
- Mikey Chung - guitarra
- Sly Dunbar - batería
- Jean-Paul Goude - director artístico
- Barry Reynolds - guitarra
- Alex Sadkin - productor, ingeniero, mezclador
- Robbie Shakespeare - guitarra, bajo
- Kendal Stubbs - ingeniero asistente
- Uziah "Sticky" Thompson - percusión

## Canciones

### "A Rolling Stone"
- UK 7" single (1980) Island WIP 6591

1. "A Rolling Stone" - 3:31
2. "Sinning" - 4:08

- UK 12" single (1980) 12WIP 6591

1. "A Rolling Stone" (Extendida) 5:39
2. "Sinning" - 5:05

### "Love is the Drug"
- CL 7" single (1980) Quatro IS 10025

1. "Love Is The Drug" (Editada) - 4:40
2. "Sinning" - 4:16

- EU 12" single (1986) Island 608 032

1. "Love Is The Drug" (Remix) - 6:57
2. "Living My Life" (Versión larga) - 5:28
3. "The Apple Stretching" - 6:55

- FR 7" single (1986) Island 884 675-7

1. "Love Is The Drug" (Remix editado) - 3:42
2. "Living My Life" (7" Mix) - 3:58

- FR 7" promo (1980) Island 6010 179

1. "Love Is The Drug" (Editada) - 4:40
2. "Sinning" (Versión single) - 4:08

- FR 12" single (1986) Island 884 675-1

1. "Love Is The Drug" (Remix) - 6:57
2. "Living My Life" (Versión larga) - 5:28
3. "The Apple Stretching" - 6:55

- GE 7" single (1980) Island 101 819

1. "Love Is The Drug" (Editada) - 4:40
2. "Sinning" (Versión larga) - 4:08

- GE 7" single (1986) Island 108 032

1. "Love Is The Drug" (Remix editado) - 3:42
2. "Living My Life" (Versión larga) - 5:28

- GE 12" single (1980) Island 600 198

1. "Love Is The Drug" (Extendida) - 8:40
2. "Sinning" (Versión larga) - 4:08

- GE 12" single (1986)

1. "Love Is The Drug" (Eric "E.T." Thorngren Mix - Extendedida) - 8:40
2. "Sinning" (Versión extendida) - 4:10
3. "Love Is The Drug" (Eric "E.T." Thorngren Mix - 7" Editada) 3:42
4. "Living My Life" (7" Remix) - 3:58

- GE 12" single (1986) Island 608 032

1. "Love Is The Drug" (Remix) - 6:57
2. "Living My Life" (Versión larga) - 5:28
3. "The Apple Stretching" - 6:55

- SP 7" single (1980) 101.819

1. "Love Is The Drug" (Editada) - 4:40
2. "Sinning" - 4:16

- UK 7" single (1986) Island IS 266/ISG 266

1. "Love Is The Drug" (Remix editado) - 3:47
2. "Living My Life" (Versión larga) - 5:28

- UK 12" single (1986) Island 12 IS 266/12 ISP 266

1. "Love Is The Drug" (Remix) - 6:57
2. "Living My Life" (Versión larga) - 5:28
3. "The Apple Stretching" - 6:55

- US 7" single (1980)

1. "Love Is The Drug" (Editada) - 4:40
2. "Sinning" - 4:16

- US 12" single (1985) Island 0-96860

1. "Love Is The Drug" - 7:15
2. "Demolition Man" - 4:04

### "Warm Leatherette"
- US 7" promo (?) IS 7-94993

1. "Warm Leatherette" - 4:26
2. "La Vie En Rose" - 3:35

- US 12" promo (1980) Island PRO-A-879

1. "Warm Leatherette" - 4:25
2. "Love Is The Drug" - 7:15
3. "The Hunter Gets Captured By The Game" - 3:50
4. "Bullshit" - 5:20

### "The Hunter Gets Captured by the Game"
- CL 7" single (1980) Quatro IS 10036

1. "The Hunter Gets Captured By The Game" - 3:50
2. "Pars" - 4:05

- GE 7" single (1980) Island 102.410

1. "The Hunter Gets Captured By The Game" - 3:50
2. "The Hunter Gets Captured By The Game" (Versión especial) - 3:50

- GE 12" single (1980) Island 600.271

1. "The Hunter Gets Captured By The Game" (Versión larga) - 6:45
2. "Warm Leatherette" (Versión larga) - 5:36

- UK 7" single (1980) Island WIP 6645

1. "The Hunter Gets Captured By The Game" - 3:50
2. "The Hunter Gets Captured By The Game" (Versión especial) - 3:50

- UK 12" single (1980) Island 12WIP 6645

1. "The Hunter Gets Captured By The Game" (Versión larga) - 6:45
2. "Warm Leatherette" (Versión larga) - 5:38

- US 12" promo (1980) PRO-A-892

1. "The Hunter Gets Captured By The Game" - 3:50

### "Private Life"
- GE 7" single (1980) Island 102 261

1. "Private Life" (7" Mix) - 4.37
2. "She's Lost Control" (7" Mix) - 3:35

- GE 7" single (1983) Island 108 237

1. "Private Life" (Remix editado) - 3:57
2. "My Jamaican Guy" (Editada) - 4:16

- GE 12" single (1980) Island 600 261

1. "Private Life" (Versión larga) - 6:19
2. "She's Lost Control" (Versión larga) - 8:23

- GE 12" single (1986) Island 608 327

1. "Private Life" (Remix) - 7:00
2. "My Jamaican Guy" - 6:00
3. "Feel Up" - 6:14
4. "She's Lost Control" - 5:45

- NE 7" single (1980) Island 102.305

1. "Private Life" (7" Mix) - 4:36
2. "Pars" - 4:05

- UK 7" single (1980) Island WIP 6629

1. "Private Life" (7" Mix) - 4:36
2. "She's Lost Control" (7" Mix) - 3:39

- UK 7" single (1986) Island IS 273/ISG 273

1. "Private Life" (Remix editado) - 3:57
2. "My Jamaican Guy" (Editada) - 4:16

- UK 12" single (1980) Island 12WIP 6629

1. "Private Life" (Versión larga) - 6:19
2. "She's Lost Control" (Versión larga) - 8:23

- UK 12" single (1986) Island 12 IS 273

1. "Private Life" (Remix) - 7:00
2. "My Jamaican Guy" - 6:00
3. "Feel Up" - 6:14
4. "She's Lost Control" - 5:45

- US 12" single (1980)

1. "Private Life" (Versión larga) - 6:19
2. "She's Lost Control" (Versión larga) - 8:23

### "Breakdown"
- US 7" promo (1980) Island 49603

1. "Breakdown" (Editada/Stéreo) - 3:00
2. "Breakdown" (Editada/Mono) - 3:00

- US 7" single (1980) Island 49697

1. "Breakdown"
2. "Pull Up To The Bumper"

- US 12" promo (1980) Island PRO-A-920

1. "Breakdown" - 5:30
2. "Breakdown" (Editada) - 3:10
3. "Warm Leatherette" - 4:25

### "Pars"
- CA 7" single (1980) Island IS308

1. "Pars" - 4:05
2. "Warm Leatherette" - 4:25

- CA 7" promo (1980)

1. "Pars" - 4:05
2. "Warm Leatherette" - 4:25
3. "The Hunter Gets Captured by the Game" - 3:50